# Censo (torrente)
Il Censo è un torrente del Canton Ticino, affluente dell'omonimo fiume.

## Percorso
Il Censo scende rapidamente dal Pizzo di Claro; percorre la Valle di Scubiago e sfocia nel Ticino presso Claro.

## Caratteristiche
Durante il periodo estivo le nevi sul Pizzo di Claro si sciolgono ingrossando a dismisura la portata del Censo, mentre d'inverno la sorgente gela e il letto del torrente è secco.

## Sport
Questo fiume è conosciuto per gli itinerari di canyoning che si possono svolgere nelle sue cascate.
Durante il periodo estivo le nevi sul Pizzo di Claro si sciolgono ingrossando a dismisura la portata del fiume, mentre d'inverno la sorgente gela e il letto del fiume resta vuoto.
Prima di gettarsi nel Fiume Ticino, il Censo passa da un'altitudine di 520 m.s.l.m. (Roncàia) a 300 m.s.l.m. di Scubiago tramite una serie di cascate, oggetto dell'interesse degli appassionati di canyoning.